# سفيان الشعري
سفيان الشعري (31 يوليو 1962 - 22 أغسطس 2011)، ممثل ومقدم برامج تونسي عمل في التلفزيون والمسرح.

## نبذة عنه
يعد من بين الممثلين الكوميديين الأكثر شعبية في تونس. بدأ الشعري نشاطه الفني كتقني ومكلف بالإنتاج في فرقة مدينة تونس قبل أن ينضم إلى عالم التمثيل التلفزيوني والمسرحي حيث أدى دور أحد الأبطال الرئيسيين في السلسلة التلفزيونية الرمضانية الأكثر رواجا شوفلي حل على القناة الوطنية مع الممثل الكوميدي كمال التواتي وذلك عبر تقمصه الدور الشهير السبوعي. عمل مع مشاهير الممثلين التونسيين كالممثلة منى نور الدين وكمال التواتي وكوثر الباردي. حقق أيضا نجاحا كبيرا عبر لعبه دور مهم في السلسلة الهزلية نسيبتي العزيزة.

## أعماله

### المسلسلات
- 1997 : الخطاب على الباب (ضيف شرف الحلقة 15 من الموسم 2) لصلاح الدين الصيد وعلي اللواتي والمنصف البلدي
- 1998 : عشقة وحكايات لصلاح الدين الصيد ومحمد المنجي بن طارة وعلي اللواتي
- 2001 : منامة عروسية لصلاح الدين الصيد، في دور عبد الرزاق (بائع ورود).
- 2002 : ملا أنا لعبد القادر الجربي.
- 2003 : عند عزيز لحاتم بلحاج وصلاح الدين الصيد، في دور الصادق.
- 2004 : لوتيل لحاتم بلحاج وصلاح الدين الصيد، في دور ستوكو.
- 2005-2009 : شوفلي حل (5 أجزاء) لصلاح الدين الصيد وعبد القادر الجربي، في دور السبوعي.
- 2010-2011 : نسيبتي العزيزة (جزئين) لصلاح الدين الصيد، في دور حسونة الباهي.

### السينما
- 1998 : الوليمة (فيلم قصير) لمحمد دمق
- 2004 : المواعيد النهائية للودي بوكين وميشال أ. لورنير
- 2004 : كلمة رجال لمعز كمون
- 2006 : آخر فيلم لالنوري بوزيد.
- 2008 : شوفلي حل في رأس العام لعبد القادر الجربي، بدور السبوعي.
- 2011 : ديما براندو لرضا الباهي

### البرامج التلفزية
- 2009-2010 : سفيان شو، مقدم البرنامج.

### الفيديوهات
- 2009 : ومضة إشهارية لجلوبول نت
- 2011 : ومضة إشهارية لشركة المزرعة

### المسرحيات
- 2005-2006 : الماريشال، نص نور الدين القصباوي والإخراج المسرحي لعبد العزيز المحرزي
- 2009 : كوميدينو
- 2009-2010 : سعدون 28 لمنير العرقي

## وفاته
سبب الوفاة كان نتيجة لنوبة قلبية. فارق الحياة فجر الثلاثاء 23 أغسطس / أوت 2011 عن سنّ 49 عام لما كان برفقة صديقيه المخرج صلاح الدين الصيد وأحد تقني مؤسسة التلفزة التونسية.. فيما كان الجماعة يحتسون قهوة بمدينة سيدي بوسعيد..أحسّ الشعري فجأة بألم حاد وعلى الفور تمّ نقله إلى مصحة الأمان بالمرسى أين وافاه الأجل المحتوم.

## روابط خارجية
- سفيان الشعري على موقع IMDb (الإنجليزية)
- سفيان الشعري على موقع قاعدة بيانات الأفلام العربية
- سفيان الشعري على موقع ألو سيني (الفرنسية)
- سفيان الشعري على موقع أول موفي (الإنجليزية)
- سفيان الشعري على موقع قاعدة بيانات الفيلم (الإنجليزية)
- سفيان الشعري على موقع كينوبويسك (الروسية)